# Stanton St Gabriel
Stanton St Gabriel est une paroisse civile et un village du Dorset, en Angleterre.